# Пака
Пака (лат. Cuniculus paca) — вид грызунов из семейства паковых (Cuniculidae).

## Название
Латинское cuniculus (др.-греч. κόνικλος) означает буквально «кролик». Paca — название паки на языке тупи, откуда в конечном счёте оно и пришло в другие языки.

## Описание
Пака вырастает длиной от 70 до 80 см, высотой от 32 до 34 см и весом от 6 до 12 кг. У неё грубая шерсть без подшёрстка, сверху от чёрного до тёмно-коричневого цвета, а снизу от белого до желтоватого цвета. На теле по бокам от трёх до пяти полос из белых пятен. У паки сильные ноги с четырьмя пальцами на передних и пятью пальцами на задних лапах.

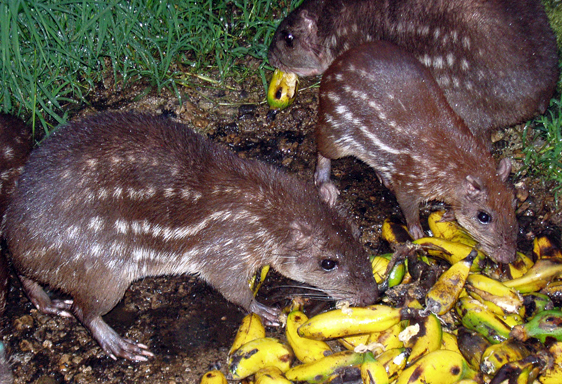

## Распространение
Пака живёт в Южной Америке к востоку от Анд, а также в тропических и субтропических областях Центральной Америки.

## Образ жизни
Пака активен ночью, ведёт одиночный образ жизни. Живёт в лесах вблизи водоёмов. При опасности он убегает в них, где довольно долгое время остаётся погруженным в воду, или замирает до получаса.
Отличается от других млекопитающих резонатором, образованным от скуловых дуг черепа. Вследствие этого, пака способен производить чрезвычайно громкие для животных такого размера тела шумы при скрежете зубов и рычании.
Пака травояден. Основу питания составляют плоды (авокадо, манго) и семена. Он собирает их часто в труднодоступных местах и затем пережёвывает в покое.

## Классификация
Выделяют 5 подвидов:
- Cuniculus paca paca
- Cuniculus paca guanta
- Cuniculus paca mexicanae
- Cuniculus paca nelsoni
- Cuniculus paca virgata